# カロリー
カロリー（仏: calorie、英: calorie、記号：cal）は、熱量の非SI単位である。かつては広く用いられたが、現在では、できるだけ使用せず、もし使用する場合にはジュール (J) の値を併記することになっている。国際単位系 (SI) においては、カロリーはSI併用単位にも位置づけられていない。
日本の計量法においても、熱量の単位は、ジュール（SI単位）、ワット秒（SI単位）またはワット時（非SI単位）であり、カロリーは栄養学の分野などの特殊の用途にのみ用いることができる単位（計量法#用途を限定する非SI単位）にすぎない。
計量法においてカロリーは正確に 4.184 J と定義されている。

## 名称の由来
「カロリー」という言葉は、ラテン語で「熱」を意味する calor に由来する。

## 計量法による定義
日本の計量法では、熱量の計量単位は、ジュールまたはワット秒、ワット時と定められている。そして、カロリーを特殊な計量である「人若しくは動物が摂取する物の熱量又は人若しくは動物が代謝により消費する熱量の計量」に限って使用できる単位として認めている。その大きさは 1999年10月以降、1 cal = 4.184 J である。これは後述の熱化学カロリー（thermochemical calorie）を採用したものである。なお、計量単位令は、キロカロリー (kcal)、メガカロリー (Mcal)、ギガカロリー (Gcal) の使用を認めている。

## 歴史
1824年にフランスのニコラ・クレマンが、「水 1 kg の温度を0 °Cから1 °Cに上げるのに必要な熱量」をカロリーと名づけた。このクレマンのカロリーは、現在のカロリーの定義では 1000 cal (= 1 kcal) に当たる。
1888年、英国学術協会が、「水 1 g の温度を1 °C上げるのに必要な熱量」をサーム（英: therm、現在のサーム = 105 BTU とは別）と名づけ、1896年、カロリーと改称した。
この歴史的事情が、カロリーが大カロリー（kg-calorie = 1000 cal) を意味したり、小カロリー（g-calorie = 1 cal）を意味したりする、いわゆる「Calorie Confusion」の起源である。

## 派生単位
日本の計量法体系では、カロリーの倍量単位として、キロカロリー (kcal)、メガカロリー (Mcal)、ギガカロリー (Gcal) の使用を認めているが、ミリカロリー (mcal = 0.001 cal) などの分量単位は認めていない。これに対して、国際単位系 (SI) ではカロリーもその倍量・分量単位も認めていない。
栄養学の分野ではキロカロリー (kcal = 1000 cal) がよく使われる。大きな熱量を示すときには、メガカロリー (Mcal = 106 cal) やギガカロリー (Gcal = 109 cal) も希に使われる。
106カロリー（15度カロリー）をテルミまたはサーミー（仏: thermie、記号:th）という。1 th = 1000 000 cal15 ≒ 4.1855 MJ である。元来は、1 t の水について定義された、MTS単位系の単位である。
109カロリー（熱化学カロリー）を1TNTトンといい、核兵器などのエネルギーに使われる。1 tTNT = 109 calth = 4.184 GJ である。

### 大カロリー
カロリーという単位名称は元来、MKS単位系のキログラムに基づく単位（現在の kcal = 1000 cal に等しい）の名称であった。これと、CGS単位系のグラムに基づく単位は次のように言い分けられる。（なお、MTS単位系のトンに基づく単位の名称はテルミである）
| MKS単位系での名称 （英語）   | CGS単位系での名称 （英語）              | 記号       |
| ---------------------------- | --------------------------------------- | ---------- |
| 小カロリー （small calorie） | グラムカロリー （gram calorie）         | cal        |
| 大カロリー （large calorie） | キログラムカロリー （kilogram calorie） | Cal kcal C |

大カロリー(記号 Cal、1文字目が大文字）は、伝統的に栄養学の分野で使われてきた。しかし極めて紛らわしいため、現在ではキロカロリー (kcal) が使われている。

## 栄養学における「カロリー」
栄養学においては、カロリーは生理的熱量（栄養学における熱量、エネルギー）を表す単位として用いられる。日本の計量法（1999年10月1日から）では、カロリー、キロカロリー (kcal)、メガカロリー (Mcal)、ギガカロリー (Gcal) の使用が、「人若しくは動物が接取する物の熱量又は人若しくは動物が代謝により消費する熱量の計量」（すなわち栄養学や生物学に関する事項）に限定して認められている。
摂取する食物から得られる栄養学的熱量と、運動や基礎代謝によって消費される熱量について適用され、生物が生理的に代謝したエネルギー1カロリーは空気中での酸化反応（燃焼）によって発生した熱量1カロリーと等しいと定義される。
栄養学ではカロリー（本来は平均カロリー、日本の計量法では熱化学カロリー）の1000倍のキロカロリー (kcal) がよく使われる。かつてはキロカロリーのかわりに大カロリー (Cal、1文字目が大文字）を使い、単にカロリーと言っていた。しかし、"Cal"と"cal"とは極めてまぎらわしいので、今日では kcal（キロカロリー）と表記するのが一般的である。
カロリーは、日本を含む多くの国で生理的熱量を表す標準単位として広く用いられ、計量法改正でも「用途を限定する非SI単位」と定義され、SI単位への移行からは除外されているが、今後は政策的にSI単位であるジュール（1 cal = （正確に）4.184 J）に置き換えられていく予定となっている。日本食品標準成分表においても、kcalによる数値と、1 kcal = 4.184 kJ の換算によるkJによる数値が併記されている。
海外（アメリカを除く）の食品では、そのラベルにジュール表記を併記したものもある。
エネルギー量を表す用法から転じて、「カロリー」は食品の持つ栄養価としての生理的熱量そのものを指す言葉ともなっている。例「こんにゃくはカロリーが低い」「ファストフードはカロリーが高いから太りやすい」などと表現する。
なお一日のエネルギー必要量（消費量）は、身体活動レベルに応じて基礎代謝量の1.5〜2倍程度となる。詳細は栄養#栄養学の観点からを参照のこと。

## 過去の様々な定義
1948年の国際度量衡総会 (CGPM) で、カロリーはできるだけ使用せず、もし使用する場合にはジュール (J) の値を併記することとされた。
過去には、カロリーの定義には計量法の定義以外に様々なものがあった。値は次のとおりである。
国際標準化機構 (ISO) の ISO 31-4 附属書 B と ISO 80000-5 附属書 B および日本産業規格JIS Z8202-4:2000では、下表中の太字で示した15度カロリー、I.T.カロリー、熱化学カロリー、の3つが（非推奨の単位としてではあるが）挙げられている。
| 名称                 | 記号    | 換算率（J/cal） | 備考                                                     |
| -------------------- | ------- | --------------- | -------------------------------------------------------- |
| 0度カロリー          | cal0    | ~4.2190         |                                                          |
| 4度カロリー          | cal4    | ~4.204 50       |                                                          |
| 平均カロリー         | calmean | ~4.190 02       | NISTによる                                               |
| 旧国際蒸気表カロリー |         | ~4.186 84       | 廃止                                                     |
| I.T.カロリー（注）   | calIT   | 4.186 80        | 定義値                                                   |
| 旧計量法カロリー     |         | 4.186 050       | 定義値、廃止                                             |
| 15度カロリー         | cal15   | ~4.185 80       | [ 9 ]                                                    |
| 15度カロリー         | cal15   | 4.185 50        | CIMP1950による。この値には，0.000 5 J の不確かさがある。 |
| 熱化学カロリー       | calth   | 4.1840          | 定義値                                                   |
| IUNSカロリー         |         | 4.182 0         | 定義値                                                   |
| 20度カロリー         | cal20   | ~4.181 90       | [ 9 ]                                                    |

（注）I.T.カロリーは、「国際蒸気表カロリー」とも呼ばれる。第5回国際蒸気性質会議（ロンドン 1956年7月）で採択された定義である。

### t 度カロリー
カロリーの元々の定義は、「1グラムの水の温度を標準大気圧下で1 °C上げるのに必要な熱量」である。ただし水の比熱はその温度によって異なり、0 °Cで 4.218 J/g、34.5 °Cで 4.178 J/g の最小値、100 °Cで 4.216 J/g となる。そのため、何度の水で定義するかにより各種の「カロリー」が生まれた。
一般に、水 1 g の温度をt−0.5 °Cからt+0.5 °Cに上げるのに必要な熱量をt 度カロリー（t° calorie、記号:calt）という。ただし例外的に、0度カロリーは、0 °Cから1 °Cまでで定義される。
例えば水 1 g の温度を15 °C前後で1 °C上げる（14.5 °Cから15.5 °Cに上げる）のに必要な熱量は15度カロリー（15° calorie、記号:cal15）という。標準カロリー (standard calorie) ともいう。その値はアメリカ国立標準技術研究所 (NIST) によれば 4.18580 J、国際度量衡委員会 (CIPM) 1950 によれば、4.1855(5) J である（括弧内の数字は最終桁の標準不確かさ）。
そのほか、20度カロリー、17度カロリー、4度カロリー（事実上3.98度カロリーと同じ。水の密度が最大になる温度）などが使われる。0 °Cから100 °Cまで上げるに必要な熱量の1/100は平均カロリー（mean calorie、記号 calmean）と呼ばれる。
しかしこれらは全て、実験的に求まる値であり常に誤差を伴う。この問題を避けるため、カロリーを定義の確かなジュールで定義するようになった。

### 国際蒸気表カロリー
国際的には国際蒸気表カロリー（英: international steam table calorie、記号:calIT）（単に「I.T.カロリー」と呼ぶ場合が多い）がよく使われる。これは1956年の国際蒸気性質会議（IAPS，現 国際水・蒸気性質会議 (IAPWS)）で正確に 1 calIT = 4.1868 J と定義された。
1926年から1956年までは、1 calIT = 1/860 int. Wh = 180/43 int. J ≒ 4.186 047 int. J という定義が使われていた。「Int.（international、国際）」とはかつて使われていた国際電気単位（国際単位系とは無関係）を示す記号で、国際ジュールは int. J = (int. V)2 / (int. Ω) と定義され、J = N·m と定義される絶対ジュール（実用ジュール）とはわずかに異なっていた。その値は国などによって微妙に異なったが、1949年の第9回国際度量衡総会 (CGPM) で決定された平均国際電気単位では int. J = (1.000 34 V)2 / (1.000 49 Ω) ≒ 1.000 19 J なので calIT ≒ 4.186 842 J となる。

### 熱化学カロリー
現在の日本（1999年10月1日からの新計量法以降）では、熱化学カロリー（英: thermochemical calorie）記号:calth）を使う。定義カロリー（英: defined calorie）ともいう。1 calth = 4.184 J と定義されており、ほぼ 17度カロリー cal17 に等しい。
1929年、F.R.ビチョウスキー（英: Bochowsky）とF.D.ロッシーニ（英: Rossini）が18度カロリー cal18 と同じになるように定義した calth = 4.1833 int. J が元になっている。当時は 4.1850 J に等しいとされたが、1949年の平均国際電気単位では 約4.184095 J となる。

### （旧）計量法カロリー
日本の旧計量法（1951年～1992年）では、カロリーの定義として、温度 t を指定した t 度カロリーか、温度を指定しないならば 1 cal = 4.186 05 J という値が定義されていた。この後者を旧計量法カロリーという（計量法改正前は単に計量法カロリーといった）。なお、組立単位では t 度カロリーは不可で、旧計量法カロリーのみが使えた。
旧計量法カロリーは国際蒸気カロリーに近いが少し小さい。これは、旧国際蒸気カロリーの国際電気単位による定義を、換算なしでそのまま絶対単位による定義 1 cal = 1/860 W·h = 180/43 J ≒ 4.186047 J としたためである。またさらにその数値を丸めて小数表現にしてある。
1992年には新計量法が施行され旧計量法は廃止されたが、新法の規定により猶予期間として1999年までは、t 度カロリー、旧計量法カロリー、熱化学カロリーの3つのカロリーが使えた（組立単位は旧計量法カロリーのみ）。1999年10月1日からは熱化学カロリーに一本化され、またカロリーが使用できる計量は「人若しくは動物が摂取する物の熱量又は人若しくは動物が代謝により消費する熱量の計量」に制限された（計量単位令附則第1号）。

### IUNSカロリー
国際栄養科学連合が定めたカロリーで、正確に 1 cal = 4.182 J である。

## 符号位置
| 記号 | Unicode | JIS X 0213 | 文字参照          | 名称         |
| ---- | ------- | ---------- | ----------------- | ------------ |
| ㎈   | U+3388  | -          | &#x3388; &#13192; | カロリー     |
| ㎉   | U+3389  | -          | &#x3389; &#13193; | キロカロリー |
| ㌍   | U+330D  | 1-13-42    | &#x330D; &#13069; | 全角カロリー |

Unicodeには、カロリーとその分量・倍量単位を表す上記の文字が収録されている。これらはCJK互換用文字であり、既存の文字コードに対する後方互換性のために収録されているものであるので、使用は推奨されない。